# Kathedrale von Noyon

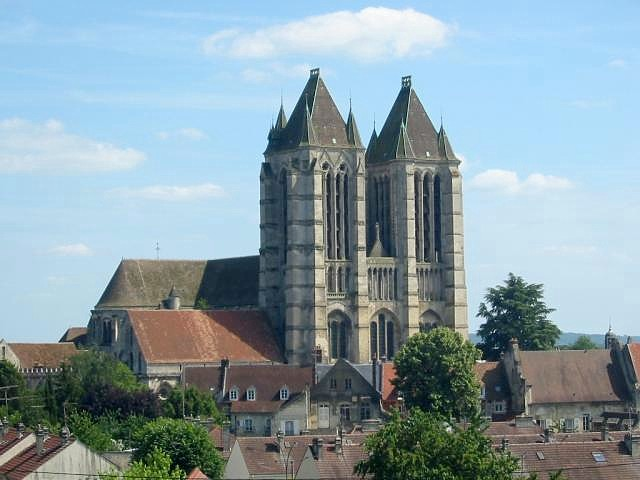
Kathedrale von Nordwesten

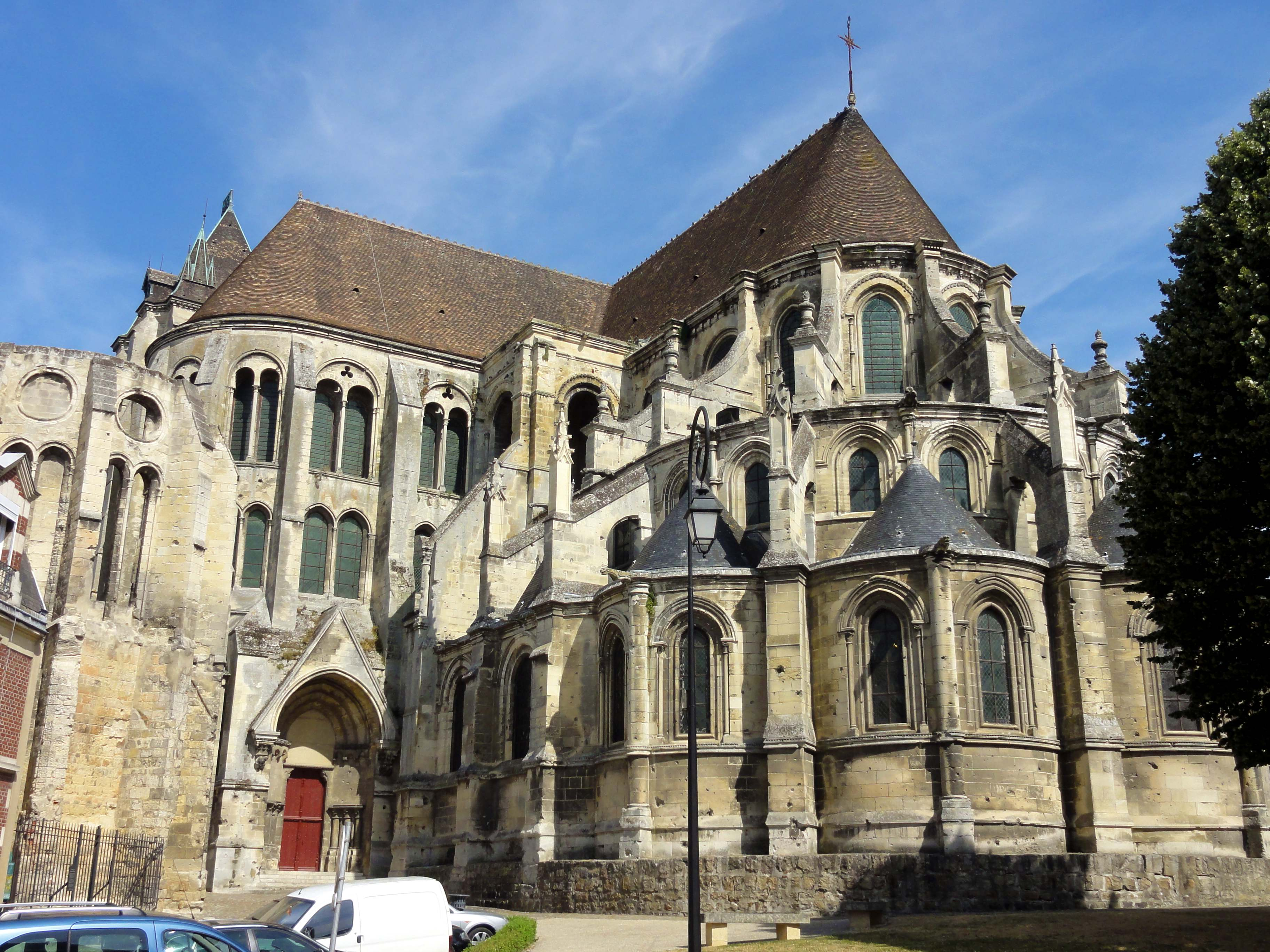
Umgangschor und Südkonche

Die Kathedrale Notre-Dame von Noyon im nordfranzösischen Département Oise (Region Hauts-de-France) ist Unserer Lieben Frau also der Jungfrau Maria (französisch Notre Dame) geweiht und wurde auf eine im Jahr 1148 von Balduin II. (Baudouin II), Bischof von Noyon ergriffene Initiative in der Zeit von etwa 1157 bis etwa 1221 errichtet. Sie gehört mit den Kathedralen von Sens und Laon zu den ersten gotischen Sakralbauten und ist folglich der Frühgotik zuzuordnen. Ihre Baugeschichte ist wie die verschiedener anderer frühgotischer Kathedralen nicht hinreichend geklärt. Bereits im Jahr 1840 wurde sie in die Liste der Monuments historiques aufgenommen.

## Vorgängerbauten

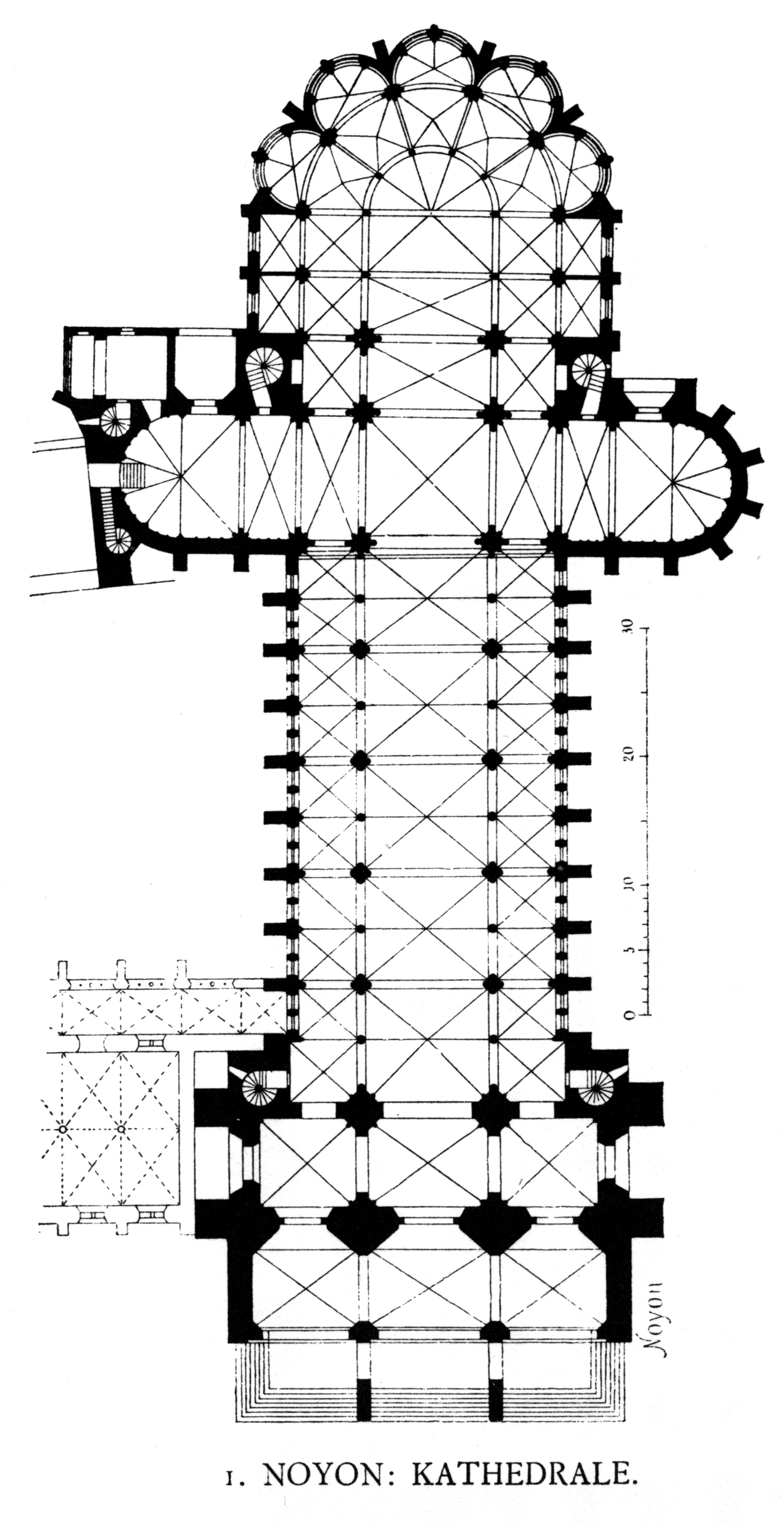
Grundriss

### Merowingische Kathedrale
Eine erste Kathedrale war zu Beginn des Frühmittelalters gebaut worden, vielleicht als Bischof Medard von Noyon 531 den Sitz seiner Diözese von Vermand (in der Nähe von Saint-Quentin) nach Noyon verlegte, das damals schon von Stadtmauern umgeben war. 553 floh Radegunde die Ehefrau König Chlothars I. vor ihrem Mann zu Bischof Medard und schenkte der Kirche ihren Krönungsmantel.
658 scheint der Bau jedoch schon in einem schlechten Zustand gewesen zu sein.
Wahrscheinlich wurde diese erste Kirche während eines Brandes zerstört, der die Stadt im Jahr 676 verwüstete, obwohl ein Bericht über das Leben des Heiligen Godeberthe erzählt, wie der Heilige die Kathedrale auf wundersame Weise vor den Flammen geschützt haben soll. Der Dom wurde wahrscheinlich nach dem Brand von 676 wieder aufgebaut. Der Neubau war wahrscheinlich derjenige, der 768 die Krönung Karls des Großen sah.

### Der karolingische Dom
859 führte ein Angriff der Normannen, die die Stadt plünderten und die Einwohner massakrierten, zu weiteren Zerstörungen. Der Wiederaufbau fand zu einem unbekannten Zeitpunkt statt. Das Gebäude wird 932 in den Annalen von Flodoard bezeugt, es muss damals im Wesentlichen den gleichen Platz eingenommen haben wie heute. Bei den archäologischen Ausgrabungen von 1921 bis 1923 konnte keine Spur dieser ersten drei Gebäude gefunden werden. Einige Forscher, darunter Eugène Lefèvre-Pontalis, haben auch die Existenz einer vierten Kathedrale vor der uns bekannten in Betracht gezogen, deren Bau im 11. Jahrhundert stattgefunden hätte, aber diese Hypothese wird heute in Frage gestellt. Die karolingische Kirche wäre eher Ende des 11. Jahrhunderts restauriert und neu ausgeschmückt worden.

## Baugeschichte

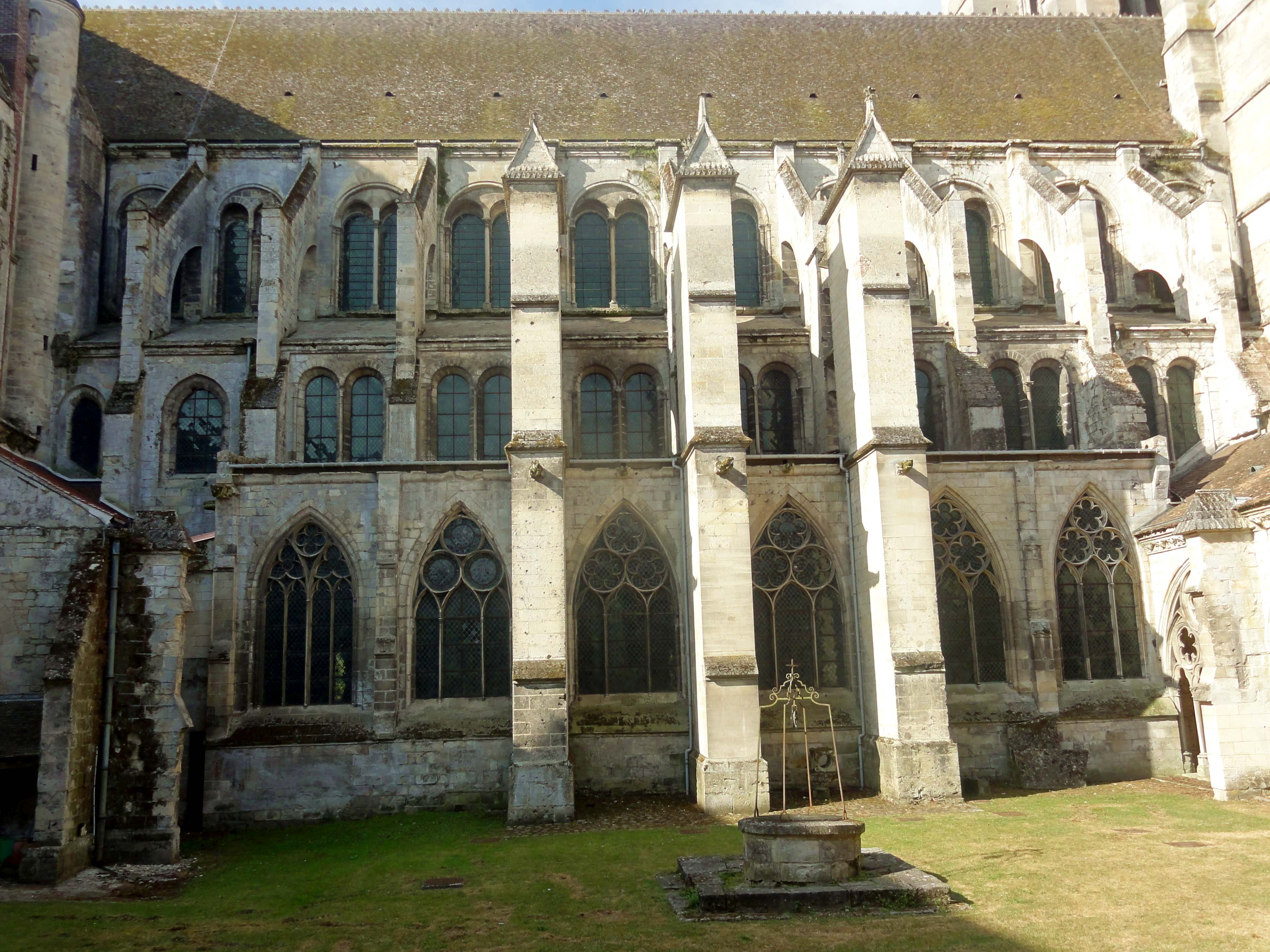
Langhaus von Norden

Die Bauzeit der Kathedrale betrug ohne die Errichtung der Fassadentürme mehr als 60 Jahre. Der Entschluss, auf dem Gelände des 1131 teilweise abgebrannten karolingischen Vorgängerbaus eine neue Kathedrale zu bauen, wurde im Jahr 1148 gefasst, wenige Jahre nach der Weihe des neuen Chores der Abteikirche St. Denis (1144), für den erstmals Kreuzrippengewölbe verwirklicht worden waren. Bei der Aufnahme der Arbeiten in Noyon schritt der Bau des Chores der Kathedrale von Sens bereits seit Jahren voran. So wie in Sens und vielen nachfolgenden französischen Kathedralen entstand der Chor (ca. 1157–1164/67) vor dem Langhaus (ab ca. 1160–1185) und dem Querhaus (südliches 1170–1180). Mit den beiden Narthexjochen und der Westfassade (1185–1221) wurde der Kirchenbau abgeschlossen, wenn man von den beiden Fassadentürmen absieht. Der Südturm wurde im Jahr 1231, der Nordturm erst zu Beginn des 14. Jahrhunderts vollendet. Aus dem 14. Jahrhundert stammen ebenfalls die nördlichen Seitenkapellen, die südlichen wurden im 15. und 16. Jahrhundert hinzugefügt.

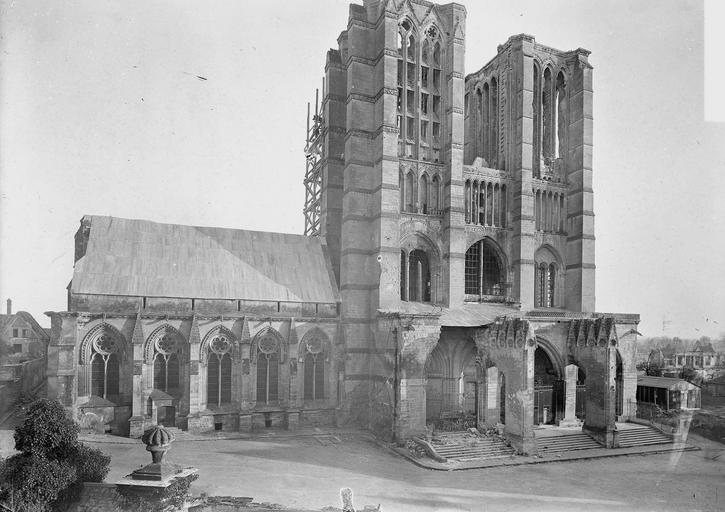
Westfassade kurz nach dem Ersten Weltkrieg

Die Kathedrale und ihr Mobiliar wurden im Laufe der Jahrhunderte durch verschiedene Ereignisse in Mitleidenschaft gezogen.
Nach einem Brand des Dachstuhls, der im Jahr 1293 die sechsteiligen Gewölbe beschädigte wurden diese durch vierteilige Gewölbe ersetzt. Im Jahr 1450 wurden die beiden Osttürme bis auf das untere Niveau abgetragen, 1462 stürzte das Gewölbe der Vierung herunter und wurde erneuert. Eine Restaurierungskampagne (17. Jahrhundert) brachte neue dekorative Elemente ein. Die Statuen des Westwerks und des Mobiliars fielen den Zerstörungskampagnen der französischen Revolution (1790–1793) zum Opfer. Die Kathedrale stand jahrelang leer und als „nationales Eigentum“ zum Verkauf, fand aber keinen Käufer und wurde bereits 1799, noch vor dem Konkordat wieder für den Gottesdienst genutzt. Der Bau litt insbesondere unter den Einwirkungen des Ersten Weltkrieges (1914–1918). Nach einer Bombardierung riss am 1. April 1918 der Einsturz des brennenden Dachstuhls aus dem 14. Jahrhundert Gewölbe und Teile der oberen Mauerbereiche mit in die Tiefe. Was von den Fenstern noch erhalten war, ging fast vollständig verloren. Die Westfassade erlitt erhebliche Schäden durch Artilleriebeschuss. Die in den Jahren von 1918 bis 1938 vorgenommenen Restaurierungsarbeiten vermochten die Bausubstanz der Kathedrale zu retten und sie so weit wie möglich in ihren Originalzustand zurückzuversetzen.

## Architektur

### Ausmaße
Die Länge der Kathedrale im Inneren beträgt 103 m; die Gewölbe erheben sich bis auf eine Scheitelhöhe von 23 m; die Fassadentürme sind 62 m hoch.

### Grundriss
Diese dreischiffige Emporenbasilika entstand über einem nach Osten ausgerichteten kreuzförmigen Grundriss. Das Querschiff endet in gerundeten Apsisformen; auf diese Weise ergeben sich Bezüge zu den rheinländischen Drei-Konchen-Chören. Der Chor ist von einem Chorumgang und einem Kranz von fünf Radialkapellen umgeben.

### Westfassade

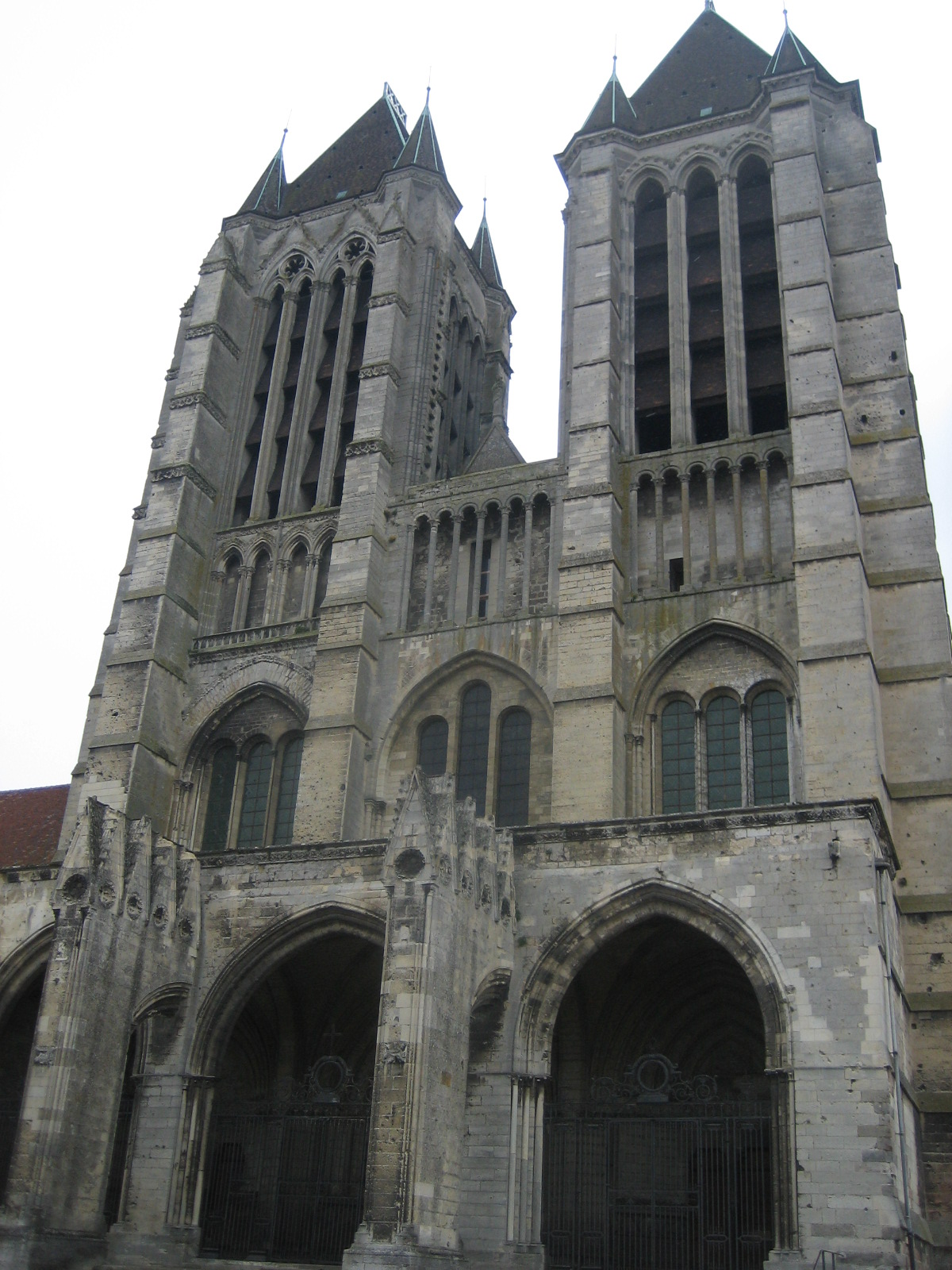
Westfassade

Noyon ist eine der wenigen frühgotischen Kathedralen, deren Doppelturmfassade (1185–1221/31) vollendet wurde. Fassaden mit zwei Türmen, die das Kirchenschiff deutlich überragen, gab es frühzeitig in der Romanik der Normandie. Als direktes Vorbild kann jedoch die (heute unvollständige) Doppelturmfassade der Abteikirche von St. Denis (Fassade 1137–1140) angesehen werden. Wie bei vielen anderen Kathedralen, nicht nur in Frankreich, entstand die Westfassade als letzter Bauteil. Der Nordturm war sogar erst Anfang des 14. Jh. vollendet.
Im Vergleich zu St. Denis, aber auch zu der fünf Jahre später begonnenen Turmfront der Kathedrale von Laon ist die Turmfassade von Noyon bescheidener und wirkt ruhiger. Wie in der ebenfalls fünf Jahre später begonnenen Westfassade von Notre-Dame de Paris sind die Geschosshöhen von Mittelteil und Türmen gleich. Im Unterschied zu allen drei genannten Vergleichsbauten hat Noyon im Westen kein Rosenfenster. Die Galerie bildet wie in Laon das dritte Geschoss. Im Unterschied zur Pariser Königsgalerie hat sie keinen Skulpturenschmuck, wegen ihrer frühen Bauzeit im Unterschied zur Galerie der erst 1220 begonnenen Westfassade der Kathedrale von Amiens kein Maßwerk. Hochgotisches Maßwerk haben freilich auch die großen Schallöffnungen des Noyoner Nordturms.

### Ostchor

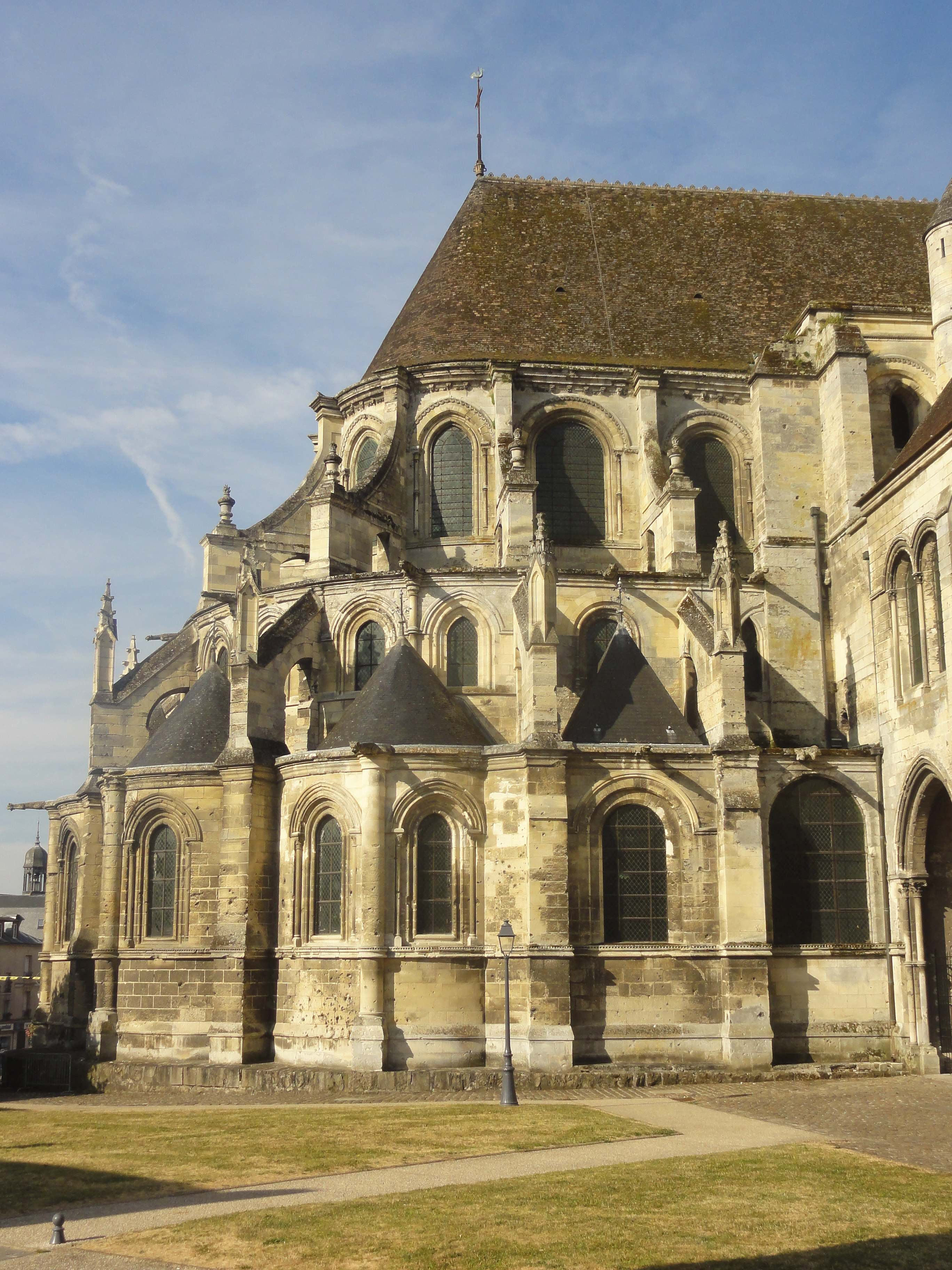
Chor von Norden

Fast völlig original erhalten ist der Ostchor von Noyon. Allerdings wurde das äußere Strebewerk nachträglich angefügt, sieben Strebebögen bei der Reparatur eines Brandschadens von 1293, die scheibenartigen Strebepfeiler auf Höhe der Obergaden erst 1747–1753. Er bietet einen guten Eindruck davon, wie ein Chor mit Chorumgang und Kapellenkranz der Frühgotik von außen ausgesehen hat. Noch wichtiger ist der originale  Wandaufriss innen, mit vier Zonen übereinander. Umgang, Empore, Triforium und Obergaden. In Notre-Dame de Paris hingegen, wurden nach 1220 die Pultdächer über den Emporen durch Flachdächer ersetzt, das Triforium entfernt und die Obergaden nach unten verlängert. 
Im Grundriss sind die Kapellen durch Wände getrennt, die gleichzeitig als Strebepfeiler dienen, im Unterschied zu Saint-Denis, wo die Kapellen nur durch niedrige Barrieren getrennt sind und baulich einen äußeren Umgang bilden, was aber als Chorgestaltung nirgends Nachahmung gefunden hat. Und die runden Schlüsse der Kapellen stehen weiter vor. Interessanterweise stehen an der Außenseite der Empore Pfeiler über den Anschlussbögen der Kapellen – wie am gut fünfzig Jahre jüngeren Chorumgang des Magdeburger Doms.

### Langhaus
Der im Chor neu eingeführte vierzonige Wandaufriss wurde im Langhaus in der Weise verfeinert, dass das Triforium hier als Gangtriforium ausgeführt ist. Indem das Mittelschiff von vier Etagen von Wandöffnungen umgeben ist, ist die gotische Wandauflösung perfekt. Als Vorbild mag das kurz vor Mitte des 12. Jahrhunderts errichtete romanische Langhaus der 1171 geweihten Kathedrale von Tournai gedient haben, aber dessen Triforien haben nur kleine Öffnungen in großen Blenden. Ähnliche vierzonige Wandaufrisse wie in Noyon wählte man für die Kathedralen von Laon, Paris, Soissons etc. Anregungen für Tournai und die (verlorene) Sint-Donaaskathedraal (um 1130) in Brügge vermutet Norbert Nußbaum in Westengland. In Chartres wurde ab 1195 wieder der dreiteilige Aufriss angewendet, mit Triforium aber ohne Empore, der dann für die ganze klassische Gotik vorbildlich blieb. Im Magdeburger Domchor wurde das Prinzip der Emporenbasilika noch einmal aufgenommen, aber ein zunächst vorgesehenes Triforium oberhalb der Empore dann doch nicht ausgeführt.

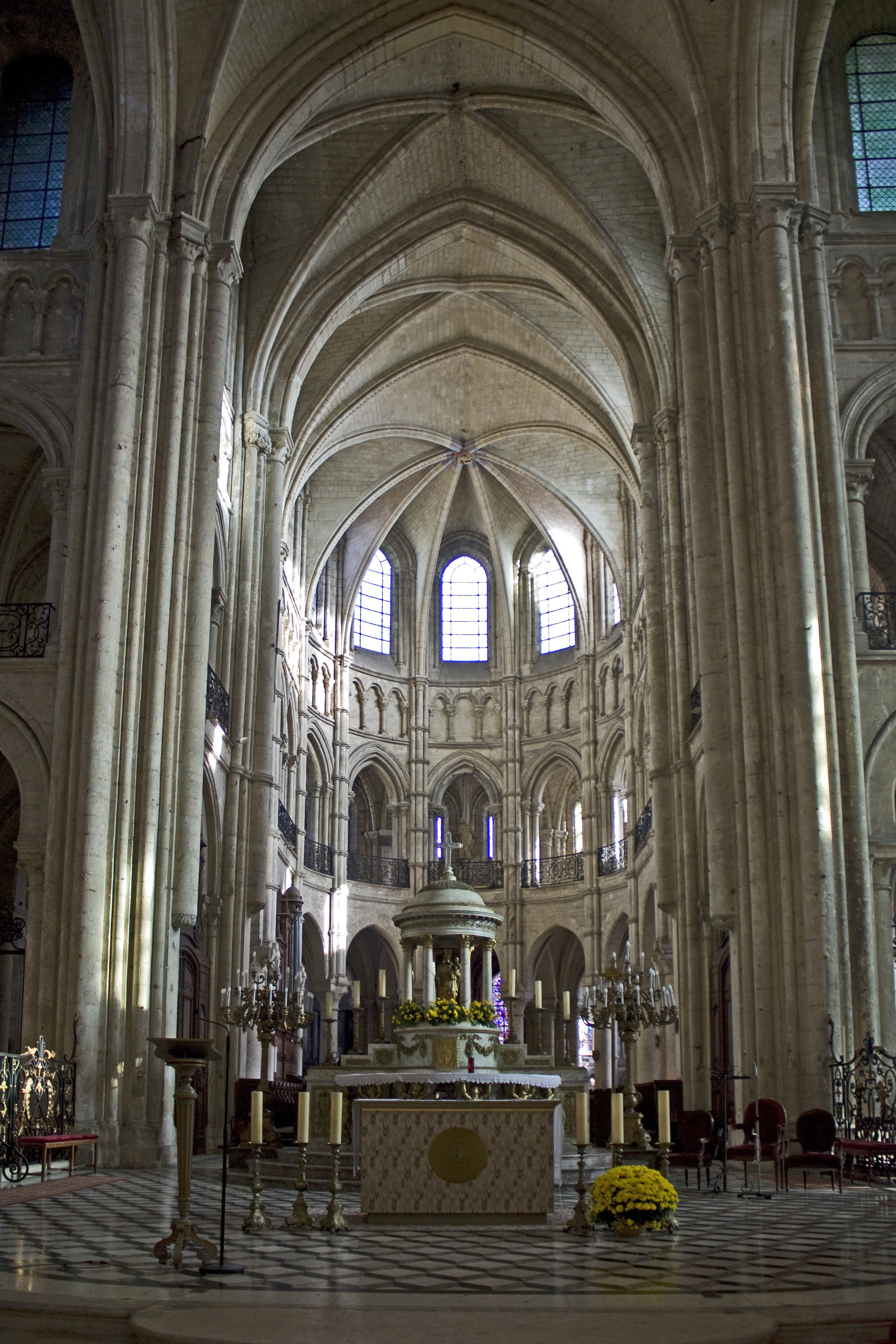
Chor mit Blendtriforium, Empore und Umgang
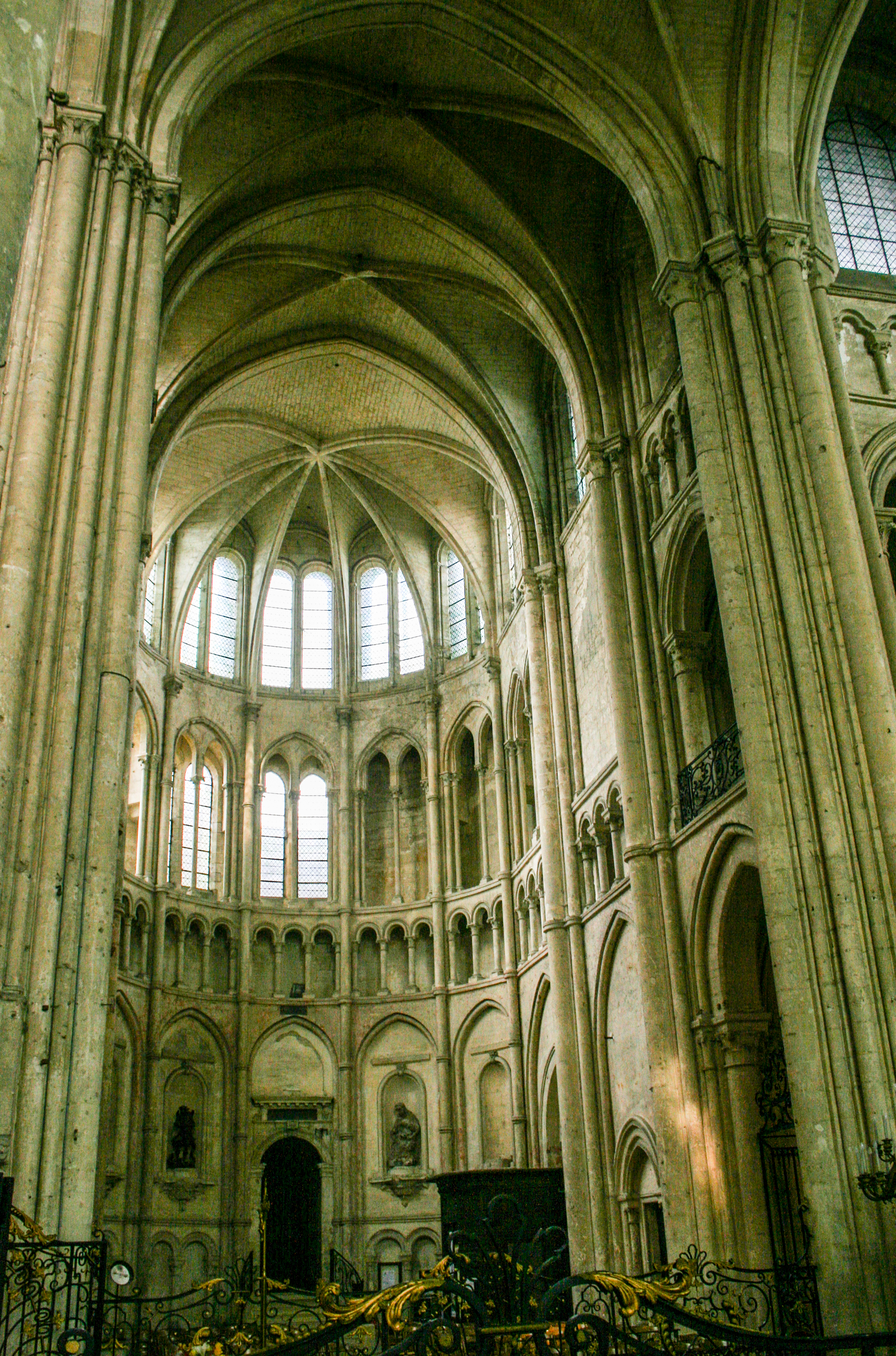
Südquerhaus: Gangtriforium, zwei Obergadengeschosse
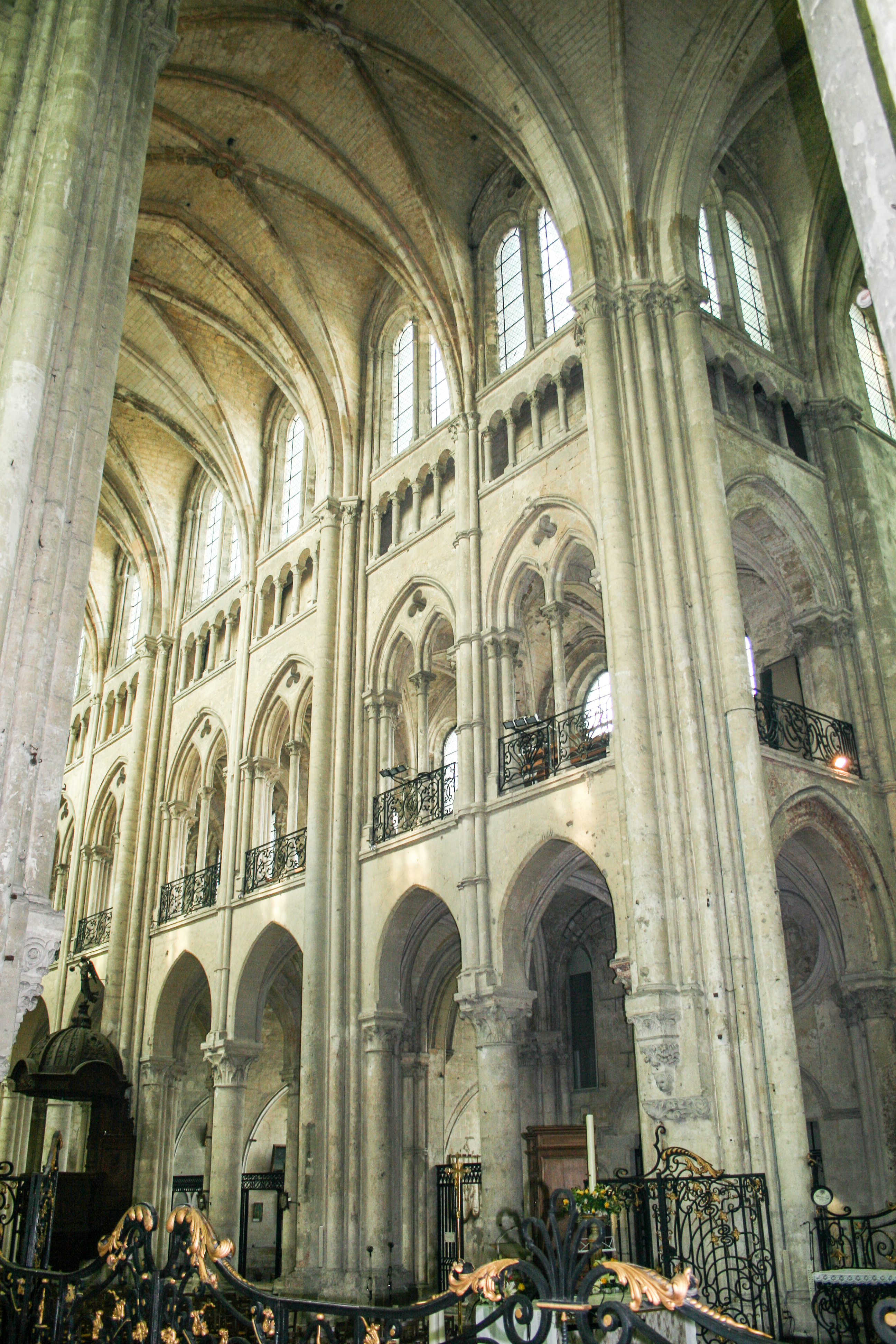
Wandaufriss im Langhaus mit Gangtriforium und Empore
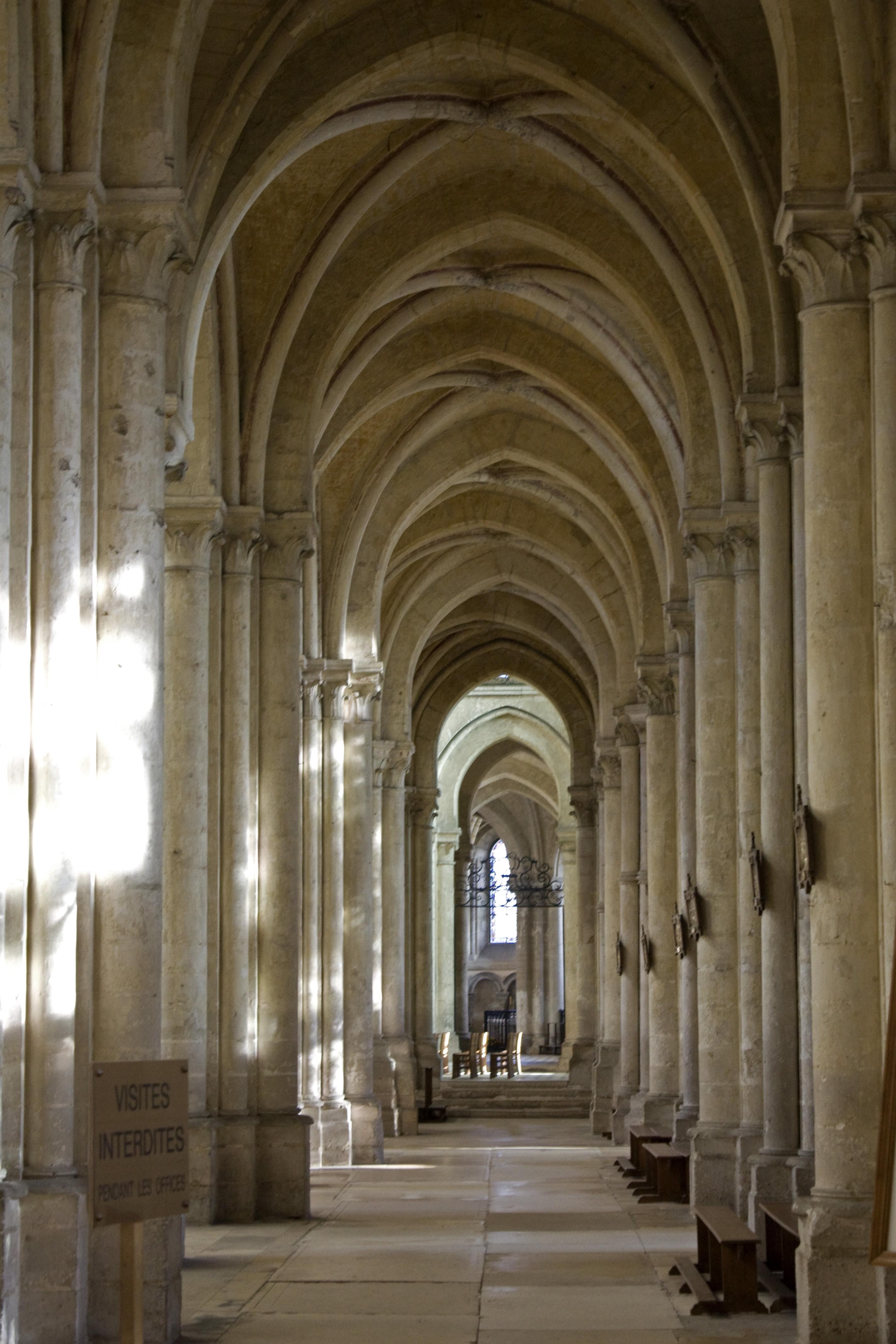
Südseitenschiff ostwärts
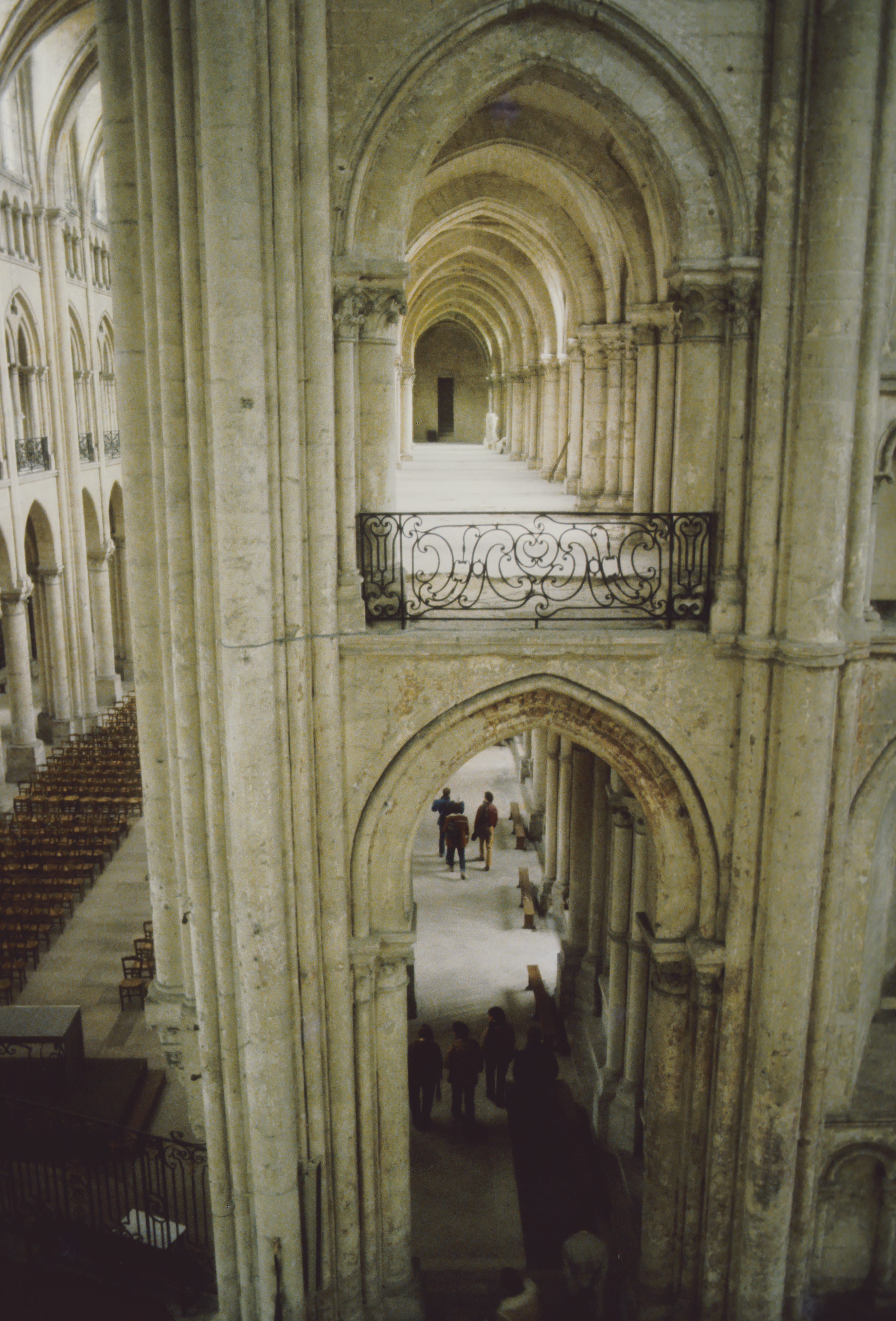
Nördliche Langhausempore westwärts

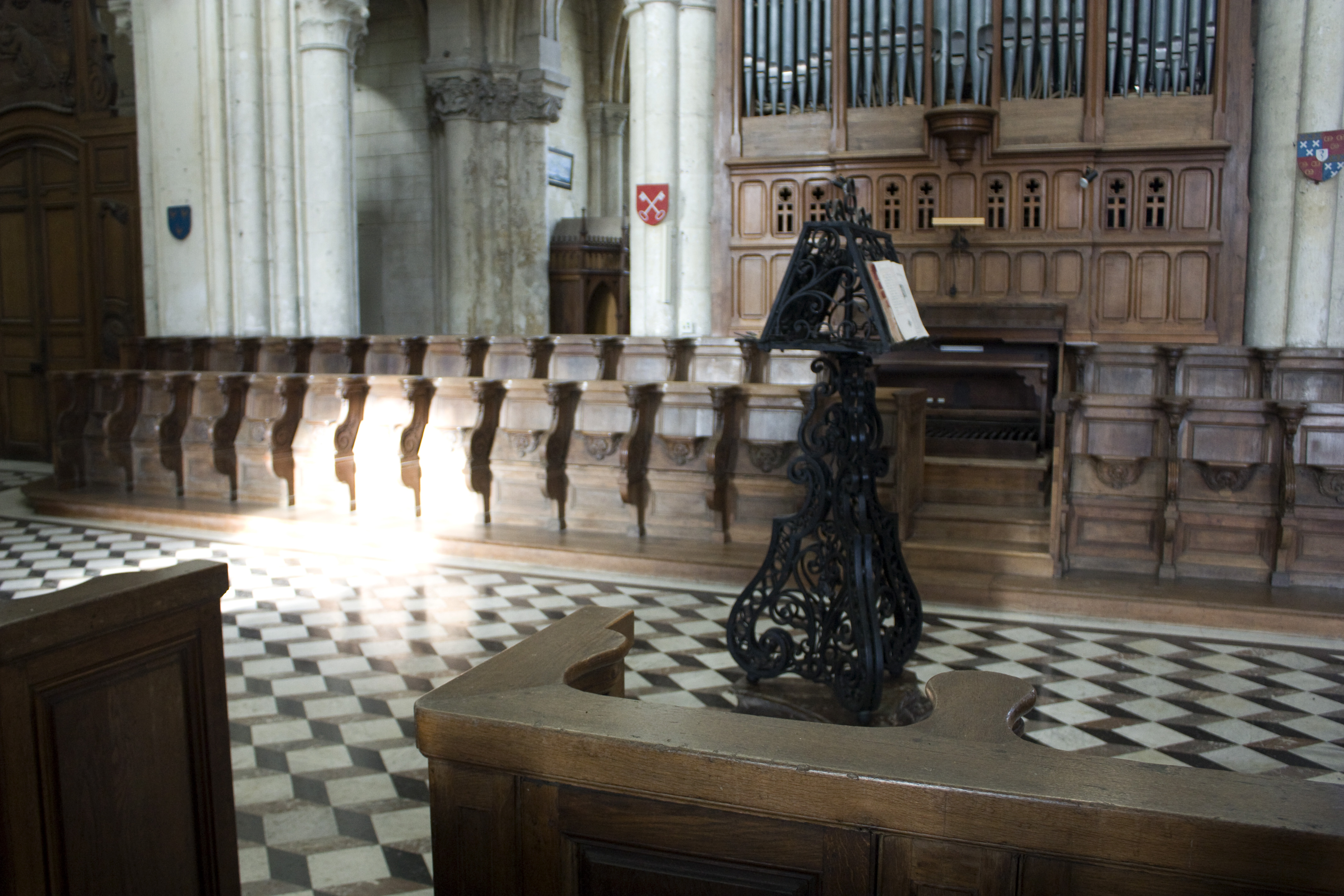
Modernes Chorgestühl, Chororgel

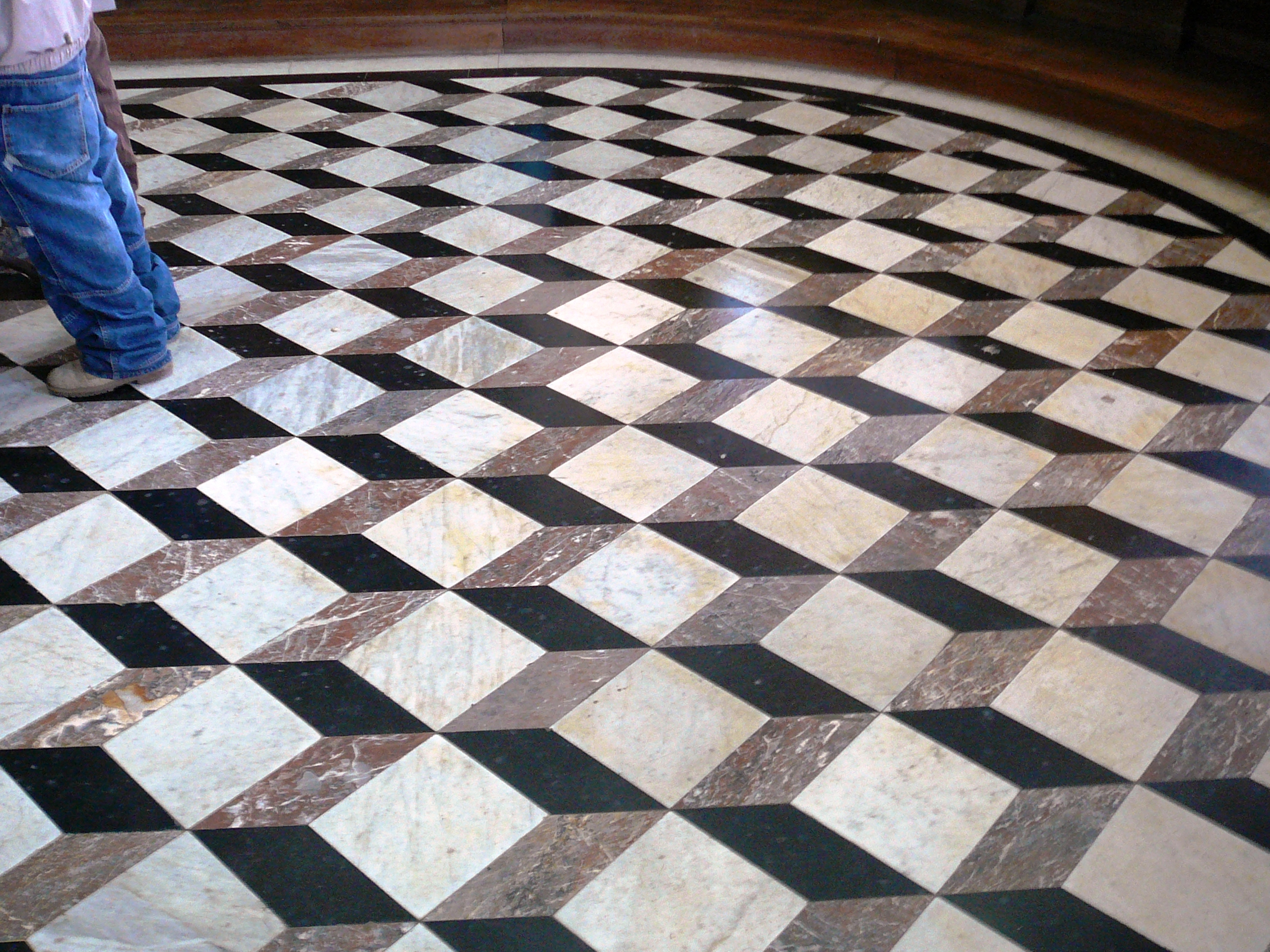
Boden im Chorraum

### Südliches Querhaus
Hier ist das System der Wand anders gestaltet. Die oberen zwei Fenstergeschosse sind über einem Triforium angeordnet. Diese Änderung musste durchgeführt werden, weil das südliche Querhaus halbrund ist und kein Seitenschiff hat. Deshalb konnte die Empore des Langhauses hier nicht weitergeführt werden, weil eine Empore natürlich immer ein Seitenschiff als Untergeschoss braucht, auf dem sie aufsetzen kann. So ist man zu dieser originellen und extrem seltenen Lösung gekommen. Eine ähnliche Wandgliederung wählte man im frühen 13. Jahrhundert für das Dekagon von St. Gereon in Köln, allerdings mit Kapellen (antiker Herkunft) im Erdgeschoss und befensterter Empore statt des Gangtriforiums.

### Empore
Als Gervasius von Canterbury in seiner Beschreibung der dortigen Kathedrale den Begriff Triforium einführte, bezeichnete er damit gleichermaßen Emporen über Seitenschiffen und Triforien im heutigen Sinne. Triforien über Seitenschiffen tragen oft wesentlich zur Stabilität von Basiliken und Hallenkirchen bei, indem die sie tragenden Gewölbe mit den Arkadenpfeilern verbunden sind. In romanischen und frühgotischen Bauten konnten Emporen allein der Statik dienen, abzulesen an unterdimensionierten Zugängen. In Pilgerkirchen dienten sie nicht selten als Nachtlager für Pilger. Nonnenemporen in Nonnenklöstern und Patronatslogen lagen üblicherweise am Westende des Mittelschiffs.
In Noyon sind die Rippen der Emporengewölbe mit Menschenköpfen geschmückt, eine Gestaltung, die sich – mit thematischem Wandel – in vielen Gewölben mittelalterlicher Kirchen findet, von der Romanik bis in die Spätgotik.
Die Gewölbeschlusssteine sind von vier oder fünf Têtes Sculptées umgeben. Die Sorgfalt in der Ausführung, die durch die Individualisierung der Gesichtszüge unterstrichen wird, macht sie beispielhaft für die der Bildhauerei der 1160er Jahre in der Region, zumal sie auch einen Teil ihre Polychromie bewahrt haben. Die Farben heben die Wangen, Lippen, Augen und Haare hervor.

## Ausstattung

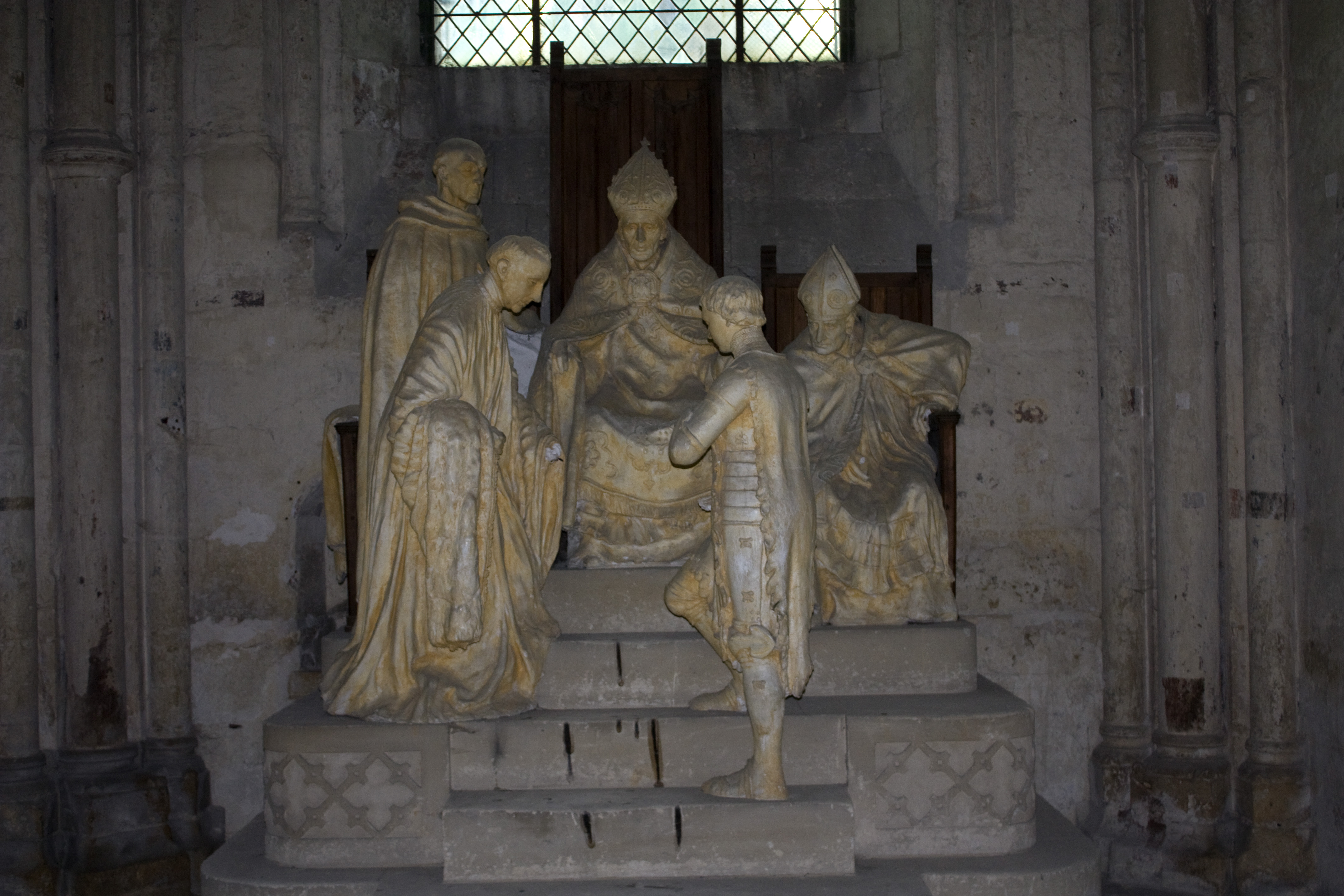
Rehabilitierung der Jeanne d’Arc

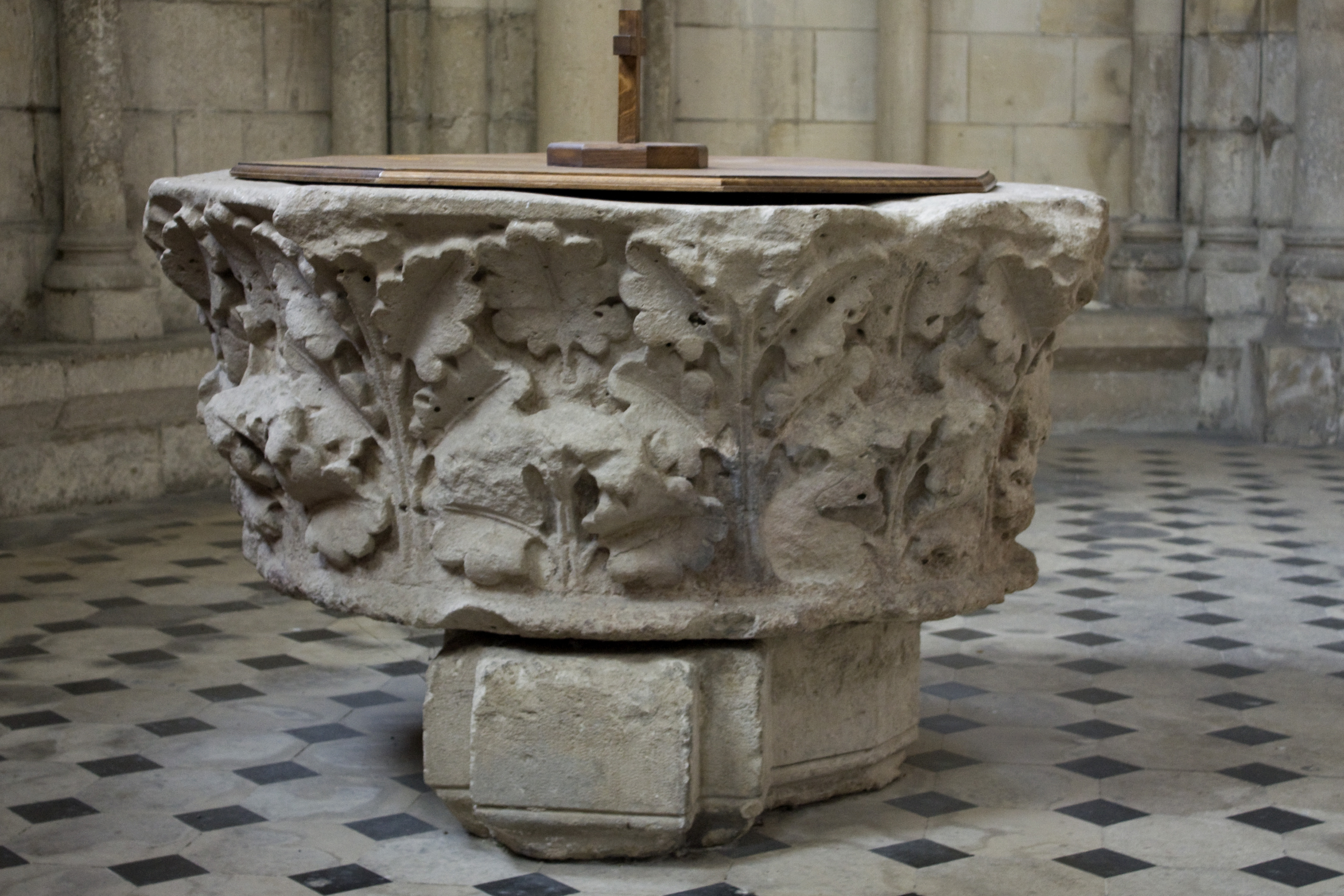
Kapitell-Spolie als Taufstein

Der Hauptaltar dieser Kirche wurde 1779 geschaffen. Er hat einen klassizistischen Baldachin in der Form eines antiken Rundtempels und steht auf zwar dem erhöhten Fußboden des Chors, aber vom Grundriss her in der Vierung, wo in Kathedralen üblicherweise nicht der Hochaltar steht, sondern ein niederrangiger Volksaltar.
Weitere außerordentliche Ausstattungsgegenständen sind:
- das schmiedeeiserne Chorschrankengitter[9],
- ein zu einem Taufbecken umgearbeitetes gotisches Kapitell[10],
- eine monumentale Figurengruppe, die die Rehabilitierung von Jeanne d’Arc zeigt.

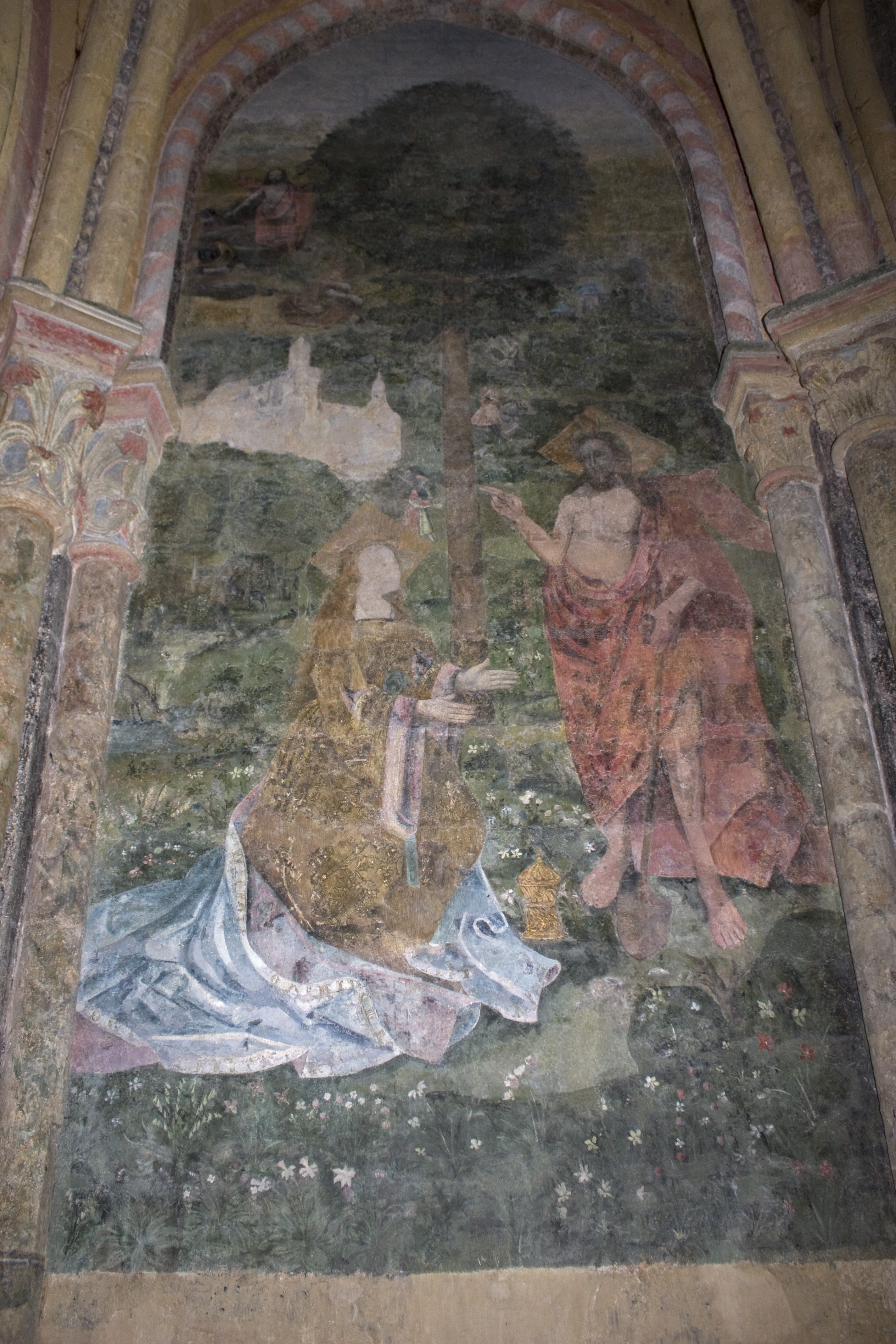
Fresko: Auferstehung Christi
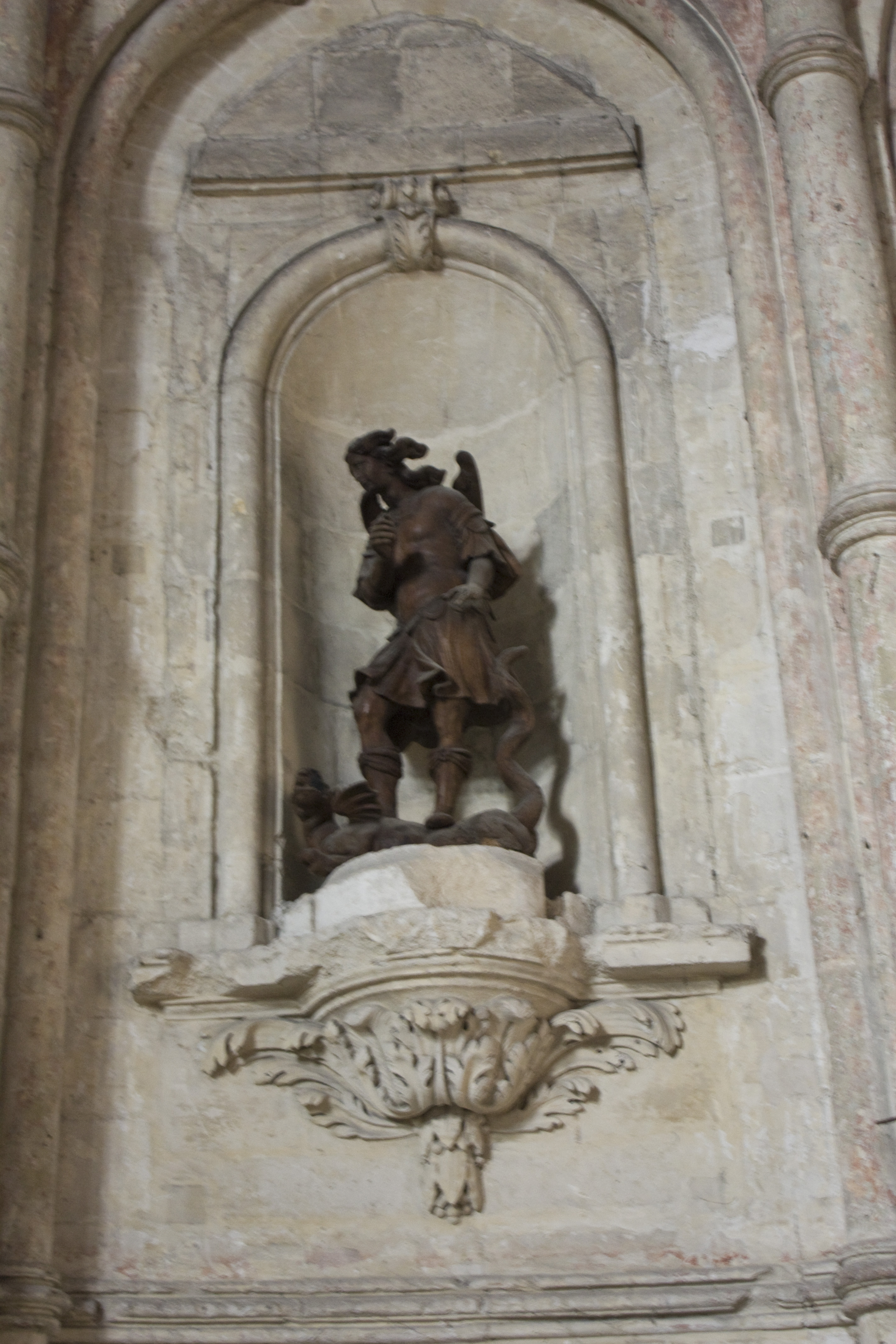
Barockstatue: St. Michael
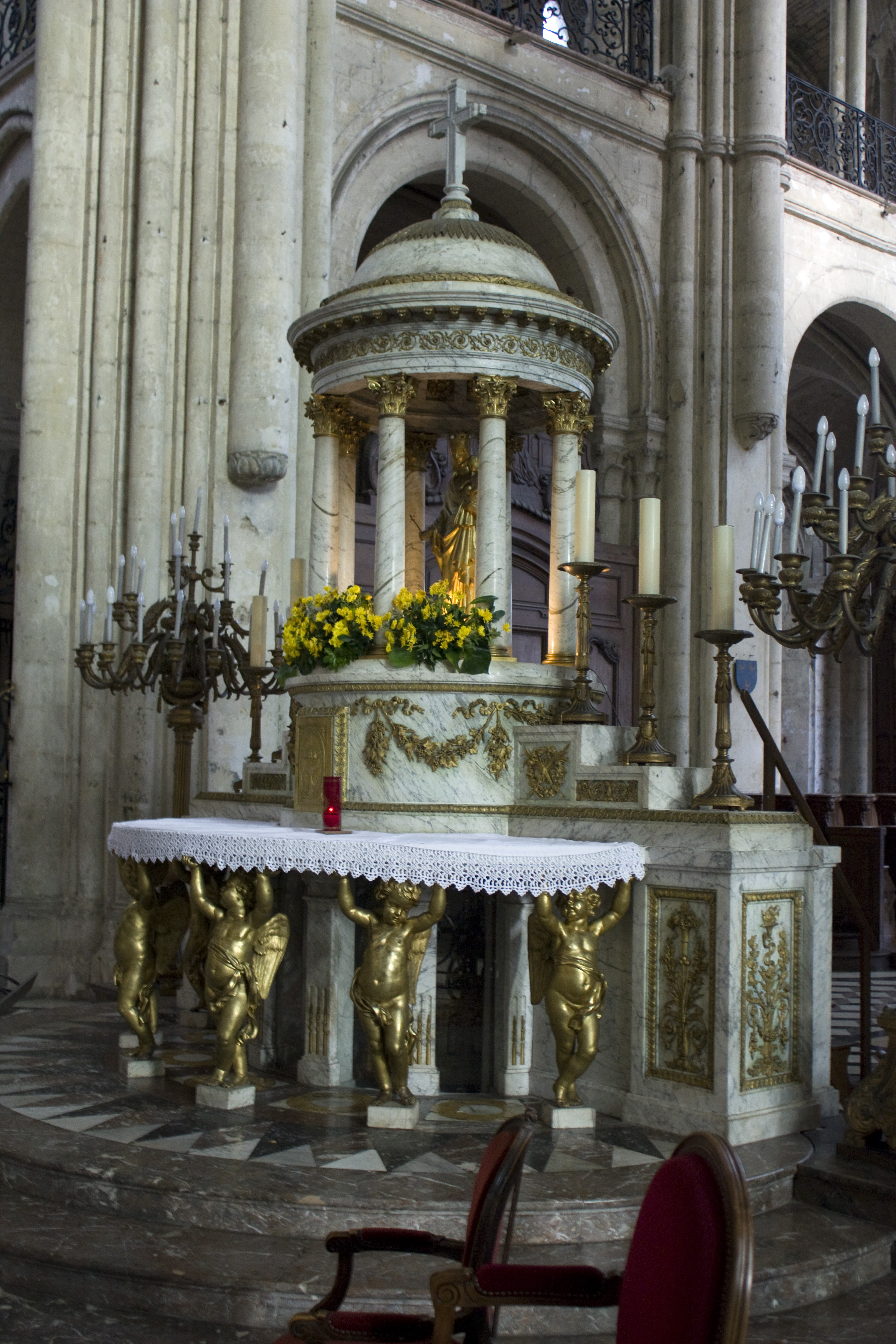
Hauptaltar in Form eines antiken Rundtempels

## Orgel

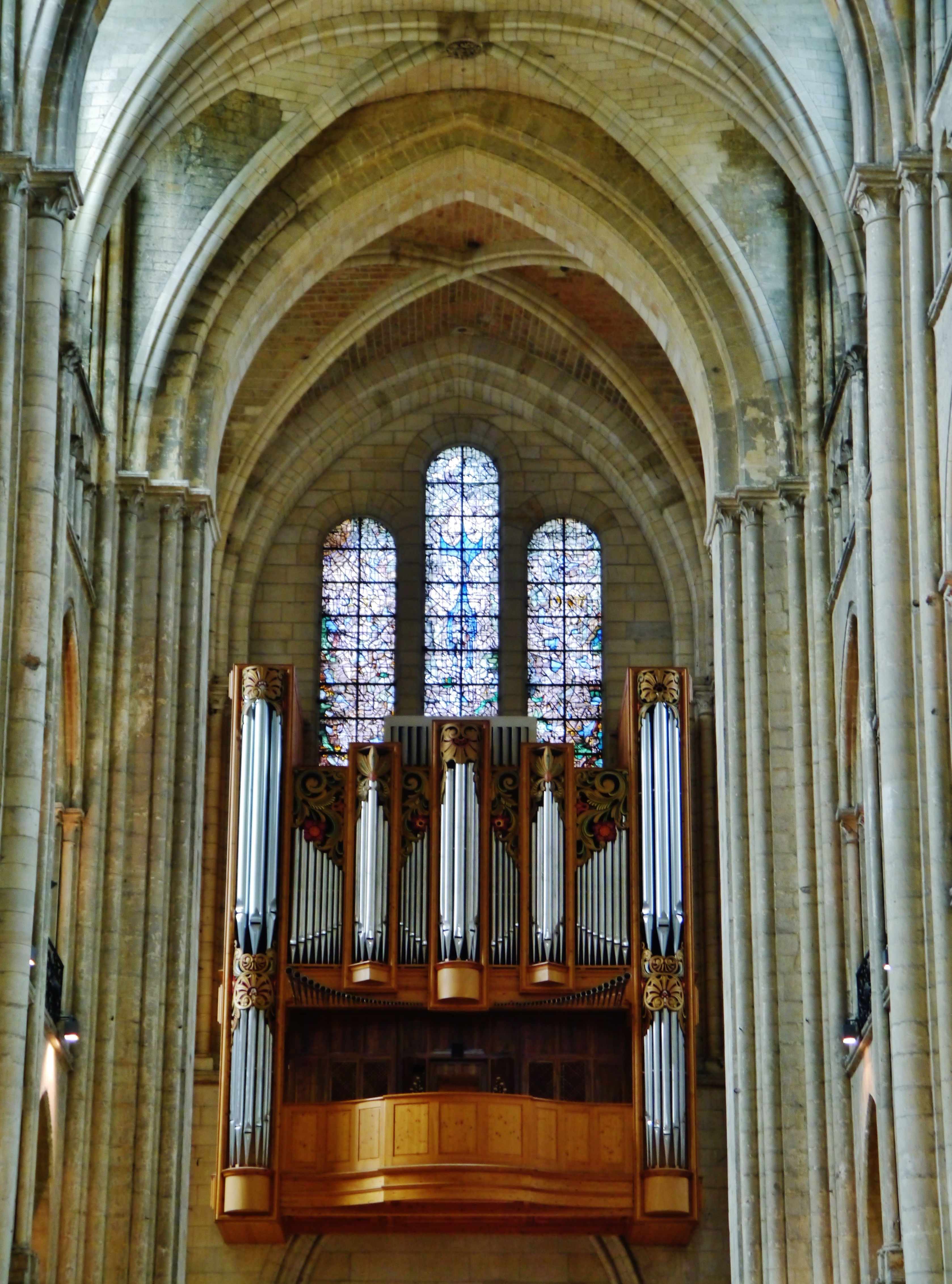
Westfenster des Mittelschiffs und Hauptorgel

Die Hauptorgel wurde 1898 von dem Orgelbauer Joseph Merklin erbaut und stand zunächst in der Kirche Sacré-Cœur in Agen. Das Instrument wurde komplett überarbeitet und schließlich 2005 in der Kathedrale eingeweiht. Es hat 47 Register auf drei Manualen und Pedal. Die Spiel- und Registertrakturen sind mechanisch.
| I Positif C–g3 |               |        |
| 1.             | Principal     | 8′     |
| 2.             | Bourdon       | 8′     |
| 3.             | Prestant      | 4′     |
| 4.             | Nazard        | 2 ⁄3′  |
| 5.             | Doublette     | 2′     |
| 6.             | Tierce        | 1 3⁄5′ |
| 7.             | Larigot       | 1 ⁄3′  |
| 8.             | Fourniture IV |        |
| 9.             | Trompette     | 8′     |
| 10.            | Cromorne      | 8′     |
|                | Tremblant     |        |

| II Grand Orgue C–g3 |                  |       |
| 11.                 | Montre           | 16′   |
| 12.                 | Bourdon          | 16′   |
| 13.                 | Montre           | 8′    |
| 14.                 | Bourdon          | 8′    |
| 15.                 | Flûte creuse     | 8′    |
| 16.                 | Salicional       | 8′    |
| 17.                 | Prestant         | 4′    |
| 18.                 | Flûte            | 4′    |
| 19.                 | Quinte           | 2 ⁄3′ |
| 20.                 | Doublette        | 2′    |
| 21.                 | Fourniture IV    |       |
| 22.                 | Cymbale IV       |       |
| 23.                 | Cornet V         |       |
| 24.                 | Trompette        | 8′    |
| 25.                 | Clairon          | 4′    |
|                     | en chamade       |       |
| 26.                 | Trompette en ch. | 16′   |
| 27.                 | Trompette en ch. | 8′    |
| 28.                 | Trompette en ch. | 4′    |

| III Récit expressif C–g1 |                  |    |
| 29.                      | Cor de nuit      | 8′ |
| 30.                      | Gambe            | 8′ |
| 31.                      | Voix céleste     | 8′ |
| 32.                      | Flûte harmonique | 8′ |
| 33.                      | Flûte octave     | 4′ |
| 34.                      | Quarte           | 2′ |
| 35.                      | Cornet III       |    |
| 36.                      | Trompette        | 8′ |
| 37.                      | Hautbois         | 8′ |
| 38.                      | Voix humaine     | 8′ |
| 39.                      | Clairon          | 4′ |
|                          | Tremolo          |    |

| Pédale C–g3 |              |         |
| 40.         | Soubasse     | 16′     |
| 41.         | Flûte        | 16′     |
| 42.         | Große Quinte | 10 2⁄3′ |
| 43.         | Flûte        | 8′      |
| 44.         | Flûte        | 4′      |
| 45.         | Bombarde     | 16′     |
| 46.         | Trompette    | 8′      |
| 47.         | Clairon      | 4′      |